# Krems an der Donau
Krems an der Donau (kortform: Krems, tjeckiska: Kremže) är en stad i förbundslandet Niederösterreich i nordöstra Österrike. 
Kommunen har 25 363 invånare (2024).
Krems an der Donau är belägen i vindistriktet Wachau, cirka 60 km nordväst om Wien. Floden Donau flyter förbi staden. Det är en industristad med bland annat metall- och textilindustri. Den välbevarade stadskärnan och närheten till Donau har även gjort att staden har utvecklats till ett betydelsefullt turistcentrum.

## Administrativ status
Krems an det Donau är en stad med egen statut, vilket innebär att den inte ingår i något distrikt. Den är dock huvudort för distriktet Krems som omger staden.
Kommunen består av 12 orter (Ortschaften) (inom parentes invånarantal 1 januari 2024):

- Gneixendorf (1 315)
- Krems an der Donau (14 943)
- Landersdorf (1 166)
- Lerchenfeld (1 971)
- Rehberg (1 789)
- Stein an der Donau (1 991)
- Egelsee (965)
- Scheibenhof (92)
- Angern (179)
- Brunnkirchen (217)
- Hollenburg (427)
- Thallern (308)

## Historia
Staden omnämns för första gången år 955, men bosättningar på platsen har funnits långt tidigare. Till exempel har man funnit Österrikes äldsta grav, över 27 000 år gammal, i Krems.
Staden var på 1000- och 1100-talen nästan lika stor som Wien.
År 1645 kapitulerade Krems inför svenska trupper under det 30-åriga kriget.

Krems an der Donau
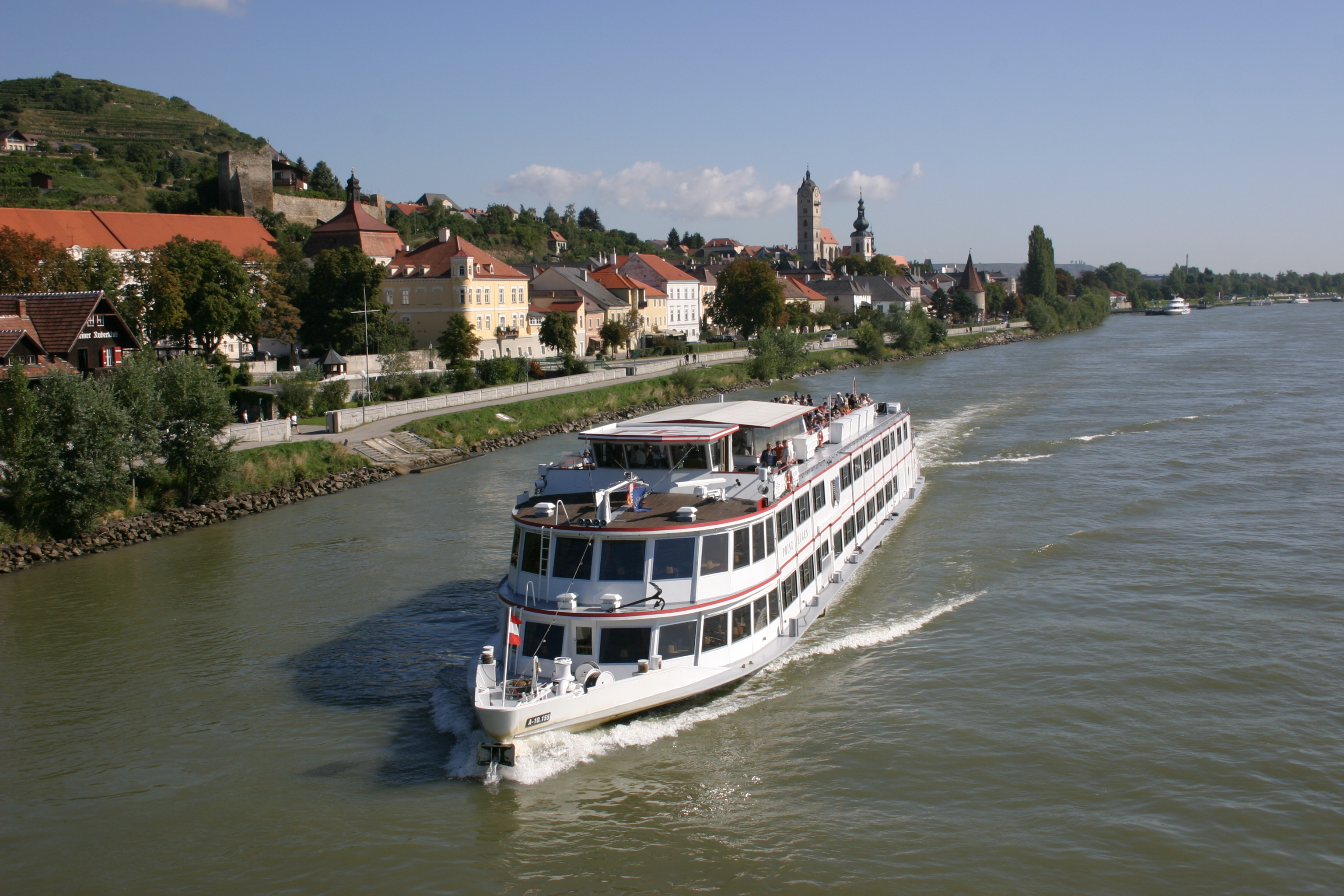
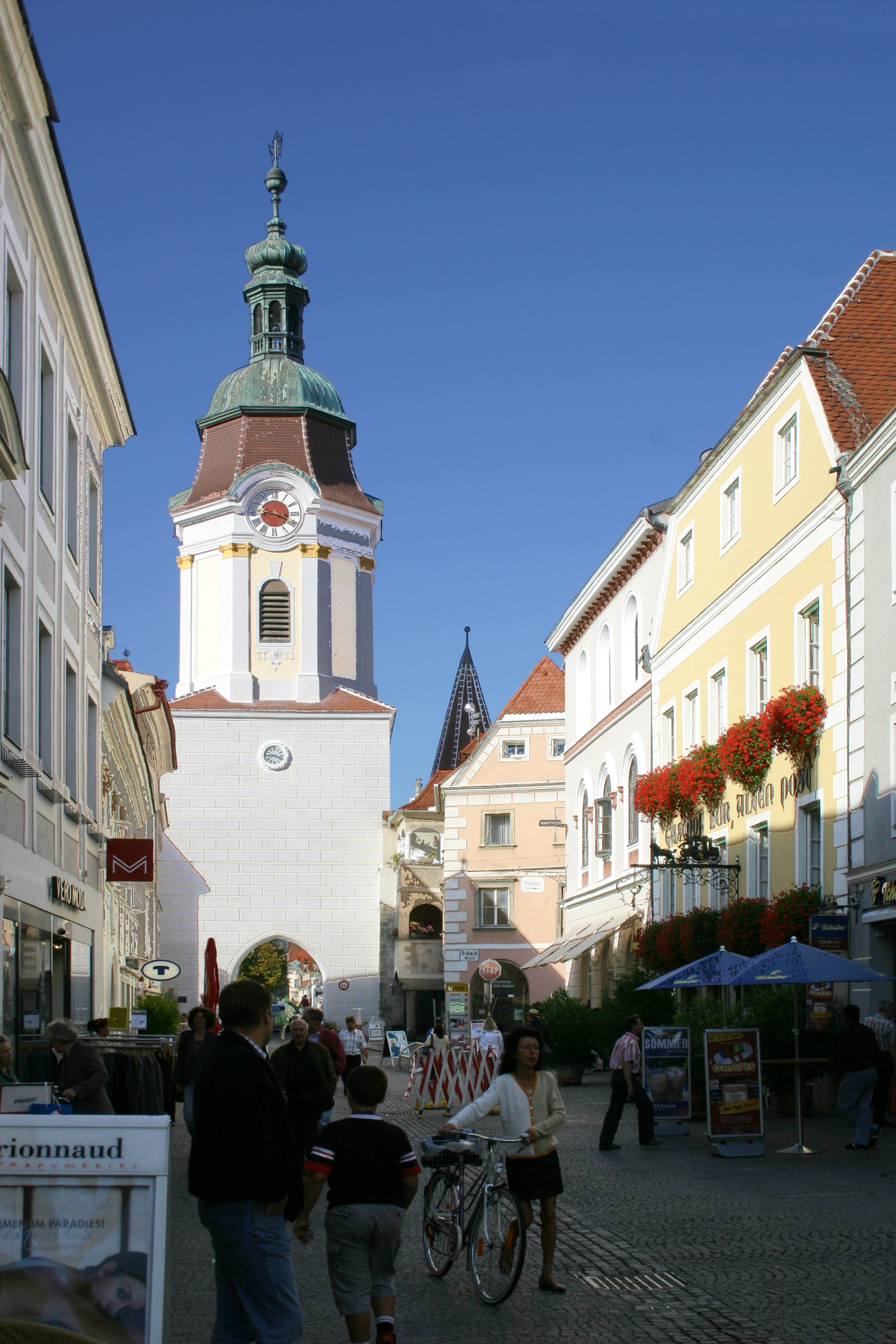
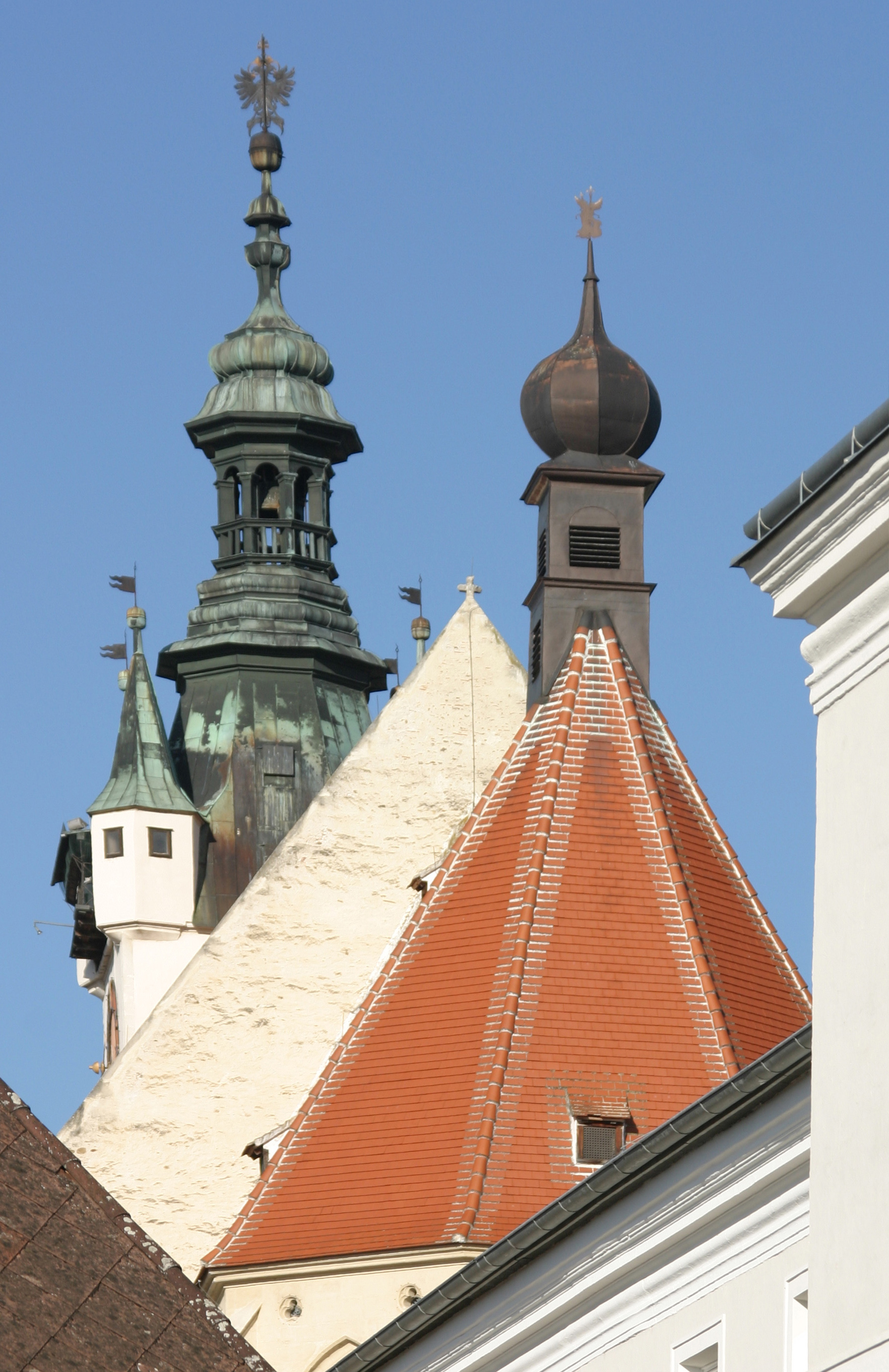
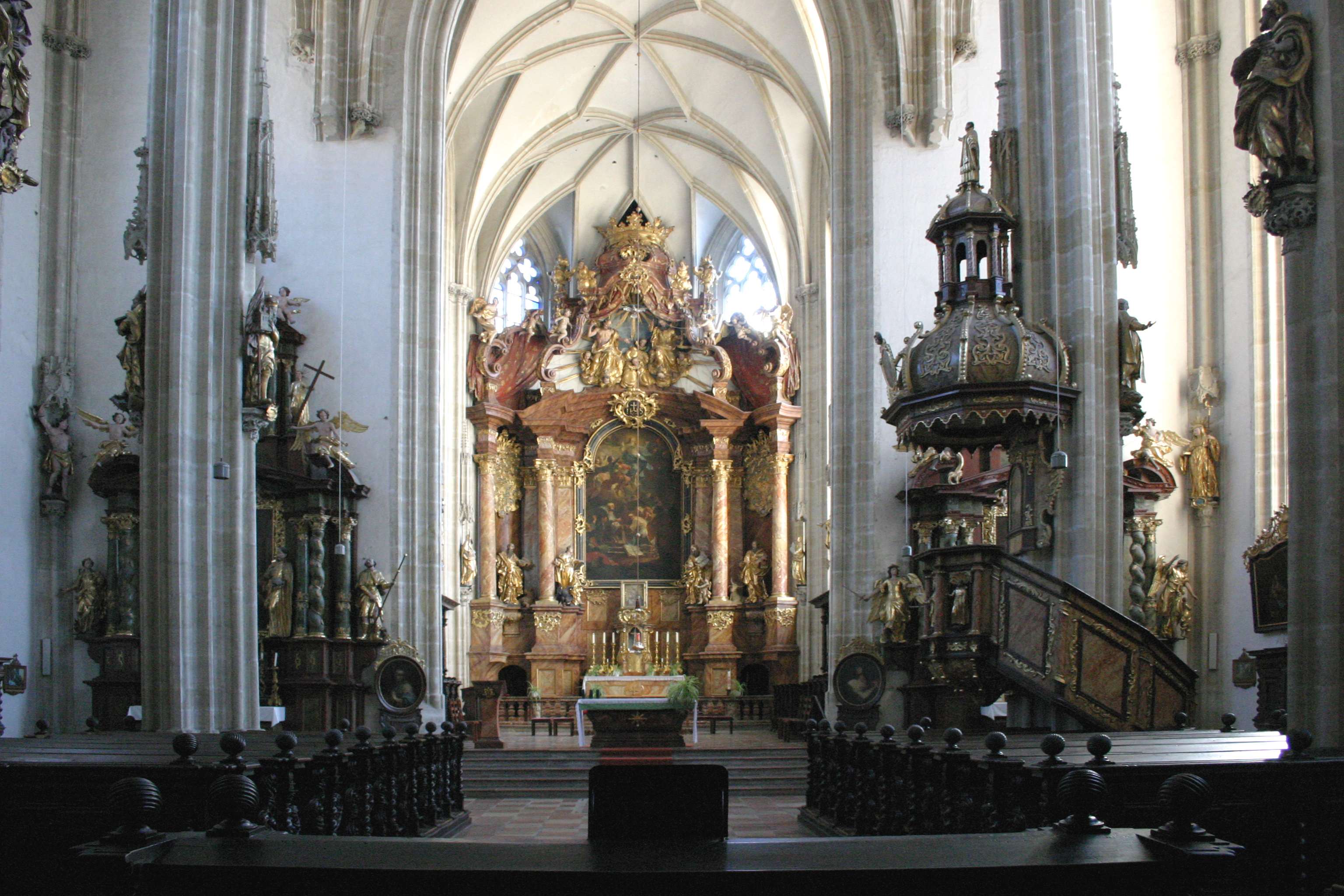
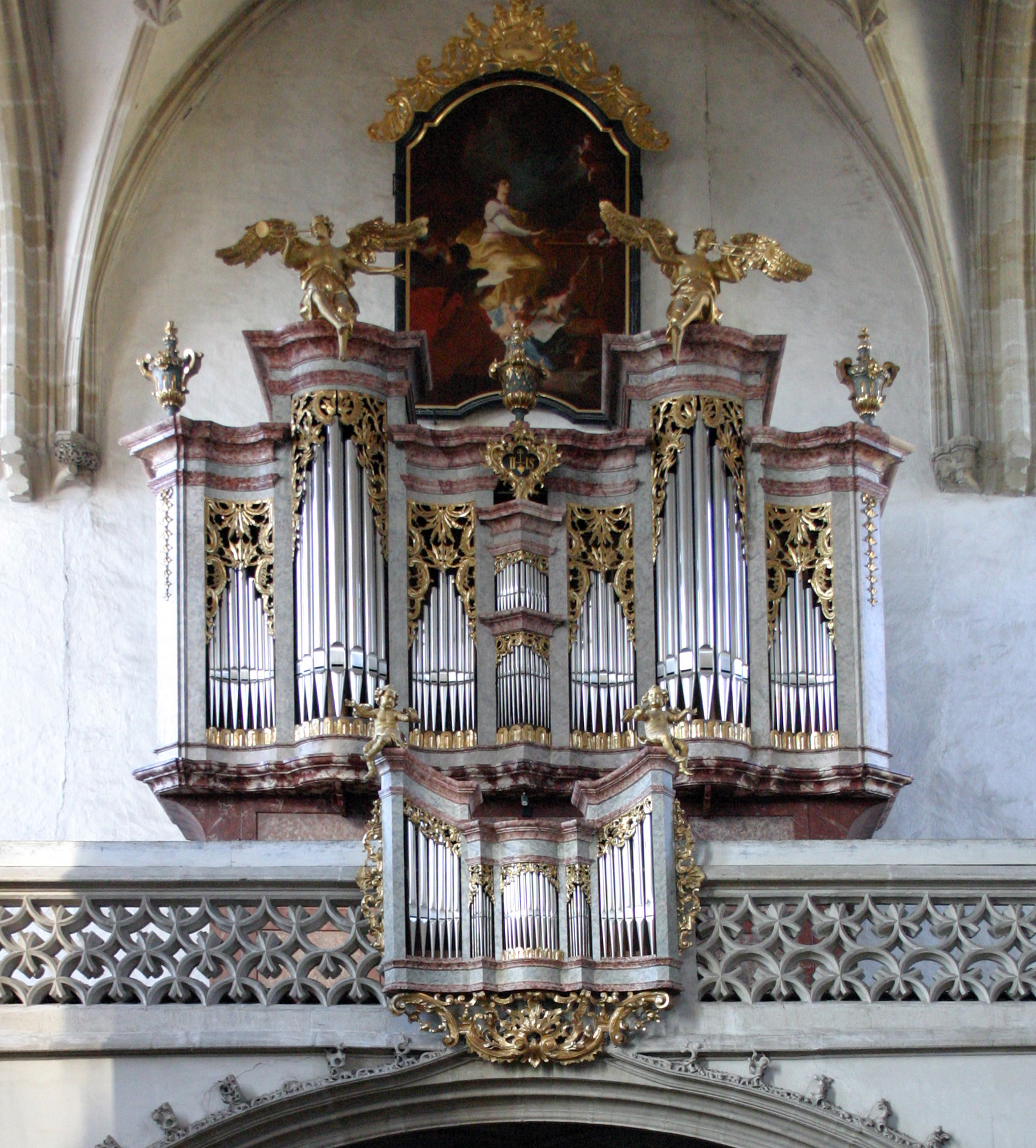
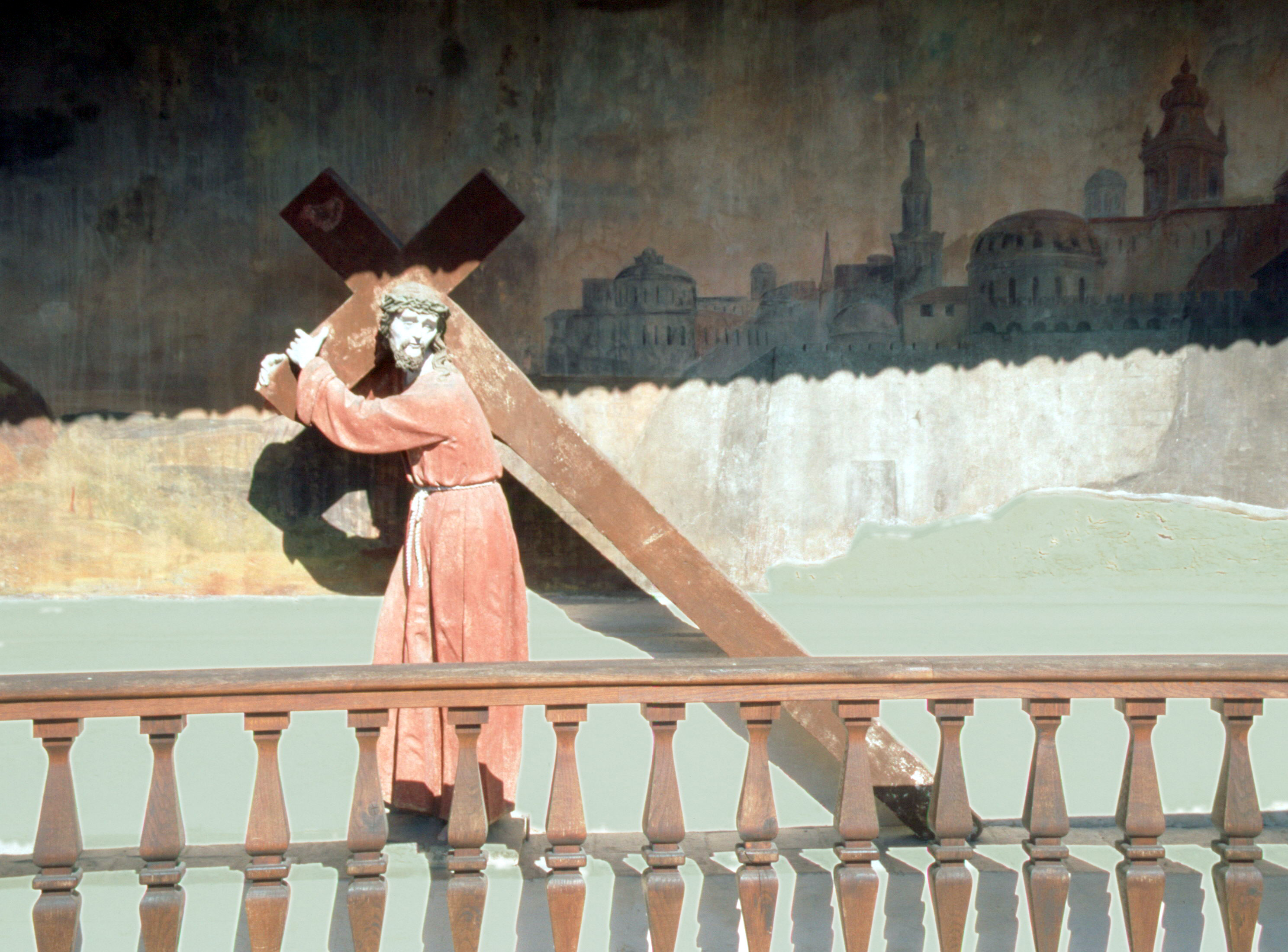